# 鈴木健太 (バレーボール)
鈴木 健太（すずき けんた、男性、1982年9月13日 - ）は、日本の元バレーボール選手。宮城県亘理郡亘理町出身。ポジションはミドルブロッカー。

## 来歴
東北高校を卒業後、東海大学へ進学。2003年東西インカレでブロック賞、2004年東日本インカレで最優秀選手賞を受賞した。ユース代表としてアジアユースに出場し、2005年のユニバーシアードで準優勝を経験した。
大学卒業後の2005年4月、NECブルーロケッツに入団。2005年の全日本代表登録メンバーにも選出された。
2009年5月、NECの無期限活動停止による廃部に伴い、現役を引退した。

## 所属チーム
- 東北高校
- 東海大学
- NECブルーロケッツ（2005-2009年）